# Procydrela procursor
Procydrela procursor là một loài nhện trong họ Zodariidae.
Loài này thuộc chi Procydrela. Procydrela procursor được Rudy Jocqué miêu tả năm 1999.